# 井上雄介
井上 雄介（いのうえ ゆうすけ、1986年9月5日 - ）は、千葉県茂原市出身の元プロ野球選手（投手）。右投右打。

## 経歴

### プロ入り前
千葉経大附属高校では、シニア時代からのチームメイトである松本啓二朗と左右の投手の二枚看板を形成し、打線の中軸を担った。3年夏に甲子園に出場。3回戦ではダルビッシュ有を擁する東北高校を下し、その後ベスト4まで勝ち上がった。
進学した青山学院大学では野手転向を考えていたが、大学側は投手として評価しており、転向せず投手として活躍した。同期に高島毅、久古健太郎がいる。文学部史学科に在籍し、卒業論文のテーマは「承久の乱」だった。東都大学リーグ通算39試合登板、8勝11敗、防御率2.61、159奪三振。
2008年度ドラフト会議で、東北楽天ゴールデンイーグルスに4巡目で指名され、入団。

### 楽天時代
2009年は、怪我のため二軍での登板もなかった。2010年に一軍初登板を果たす。
2013年、10月4日に球団から戦力外通告を受けた。

### 楽天退団後
12月8日、マネジメント事務所を通じて、翌年1月末からトライアウトリーグのテキサス・ウィンターリーグに参加し、米国球団との契約を目指すことを発表し、2014年は米独立リーグ・ユナイテッドリーグ・ベースボールのブラウンスビル・チャロスと契約。

### 現役引退後
現在は高堀和也らとともに加圧ジム「アッティーボジム」のトレーナーをしている。また、2016年からは女子野球選手の六角彩子とともに野球スクール「ベースボールわくわく塾」のコーチも務めていた。

## 選手としての特徴・人物
最速153キロのストレートと、スライダー、カットボールなどの変化球が持ち味。
大学時代は、スライダーとカットボールのコンビネーションを多用していたが、監督の野村克也が緩急に有効なカーブを重要視していることを聞き、採り入れるという。
タレントの小倉優子と同じ小、中学校に通っていたため、カーブを「こりんボールと名付けます」と笑いながら述べたが、本気で習得予定だった。転校していて以来会っていないが「いつか球場に見に来てほしい」と熱望している。

## 詳細情報

### 年度別投手成績
| 年 度     | 球 団     | 登 板 | 先 発 | 完 投 | 完 封 | 無 四 球 | 勝 利 | 敗 戦 | セ 丨 ブ | ホ 丨 ル ド | 勝 率 | 打 者 | 投 球 回 | 被 安 打 | 被 本 塁 打 | 与 四 球 | 敬 遠 | 与 死 球 | 奪 三 振 | 暴 投 | ボ 丨 ク | 失 点 | 自 責 点 | 防 御 率 | W H I P |
| --------- | --------- | ----- | ----- | ----- | ----- | -------- | ----- | ----- | -------- | ----------- | ----- | ----- | -------- | -------- | ----------- | -------- | ----- | -------- | -------- | ----- | -------- | ----- | -------- | -------- | ------- |
| 2010      | 楽天      | 7     | 0     | 0     | 0     | 0        | 1     | 1     | 0        | 0           | .500  | 38    | 7.0      | 14       | 4           | 3        | 0     | 0        | 1        | 0     | 0        | 9     | 9        | 11.57    | 2.43    |
| 2012      | 楽天      | 2     | 0     | 0     | 0     | 0        | 0     | 0     | 0        | 0           | ---   | 17    | 3.2      | 6        | 0           | 0        | 0     | 0        | 3        | 2     | 0        | 2     | 2        | 4.91     | 1.64    |
| 通算：2年 | 通算：2年 | 9     | 0     | 0     | 0     | 0        | 1     | 1     | 0        | 0           | .500  | 55    | 10.2     | 20       | 4           | 3        | 0     | 0        | 4        | 2     | 0        | 11    | 11       | 9.28     | 2.16    |

### 記録
- 初登板：2010年5月9日、対北海道日本ハムファイターズ8回戦（函館オーシャンスタジアム）、7回裏2死に2番手で救援登板・完了、1回1/3を無失点
- 初勝利：2010年5月14日、対広島東洋カープ2回戦（MAZDA Zoom-Zoom スタジアム広島）、9回裏に5番手で救援登板、1回無失点
- 初奪三振：2010年7月1日、対オリックス・バファローズ12回戦（京セラドーム大阪）、7回裏に大引啓次から空振り三振

### 背番号
- 49 （2009年 - 2013年）

### 登場曲
- 『TRUTH』T-SQUARE（2010年 - ）
- エレクトリカルパレード（2012年）